# Justament
Justament ist ein 1999 gegründetes Magazin für Juristen, das im Lexxion Verlag in Berlin erscheint, seit November 2014 nur noch im Internet. Zu seiner Zielgruppe zählen besonders jüngere Leser, denen es eine Orientierung für Ausbildung, Examen und Berufsstart im juristischen Bereich bietet.

## Themenbereiche
- Ausgewählte, juristische Themen
- Angrenzende Themen aus Gesellschaft, Geschichte, Kultur und Politik
- Ausbildung, Examensvorbereitung, Wege ins Berufsleben
- Arbeitsrecht
- Buch- und Musikrezensionen